# Spisak tomova serije Tokijski gul
Mangu Tokijski gul napisao je i ilustrovao Sui Išida. Objavljivala se od septembra 2011, do septembra 2014 godine u nedeljnom seinen časopisu , i poglavlja su joj sakupljena u 14 tankobon toma. Izdavačka kuća Čarobna knjiga je prevela naslov na srpski jezik 2025. godine.

## Spisak tomova

### Tokijski gul(2011-2014)
| - 1. „Tragedija” (悲劇 ) - 2. „Neobičnost” (異変 ) - 3. „Najgore” (最悪 ) - 4. „Kafa” (珈琲 ) - 5. „Hranilište” (喰場 ) - 6. „Instinkt za kućom” (帰巣 ) - 7. „Prevara” (欺罔 ) - 8. „Kagune” (赫子 ) - 9. „Izleći se” (孵化 ) |

| - 10. „Antikvitet” (骨董 ) - 11. „Maska” (仮面 ) - 12. „Misija” (任務 ) - 13. „Bela golubica” (白鳩 ) - 14. „Iznenadni pljusak” (驟雨 ) - 15. „Majka i ćerka” (母娘 ) - 16. „Zatočeništvo” (幽囚 ) - 17. „Zečja maska” (兎面 ) - 18. „Divljina” (未開 ) - 19. „Podrum” (地下 ) |

| - 20. „Bela kapija” (白門 ) - 21. „Saučešće” (哀悼 ) - 22. „Novine” (新聞 ) - 23. „Nestanak” (失踪 ) - 24. „Skrivena oštrica” (隠刃 ) - 25. „Otkrovenje” (開眼 ) - 26. „Protivnik” (対者 ) - 27. „Troje” (三人 ) - 28. „Kružni” (円環 ) - 29. „Mado” (真戸 ) |

| - 30. „Gorčina” (苦味 ) - 31. „Joriko” (依子 ) - 32. „Gurman” (美食 ) - 33. „Slatkorečivost” (甘言 ) - 34. „Tobogan” (滑台 ) - 35. „Usamljena borba” (孤闘 ) - 36. „Pripreme” (下拵 ) - 37. „Večera” (晩餐 ) - 38. „Komadanje” (解体 ) - 39. „Gozba” (饗宴 ) |

| - 40. „Pozivnica” (招待 ) - 41. „Mesečina” (月光 ) - 42. „Kiretaža” (掻爬 ) - 43. „Ožiljak” (残痕 ) - 44. „Inkarnacija” (受肉 ) - 45. „Crna krila” (黒羽 ) - 46. „Svetlo” (灯火 ) - Dodatno poglavlje „Rize” (リゼ ) - 47. „Pseudonim” (偽名 ) - 48. „Ušna kost” (耳骨 ) |

| - 49. „Ptica u kavezu” (籠鳥 ) - 50. „Banđo” (万丈 ) - 51. „Edikt” (勅令 ) - 52. „Otmica” (強奪 ) - 53. „Predavanje” (講義 ) - 54. „Aogiri” (青桐 ) - 55. „Plan” (画策 ) - 56. „Manipulacija” (蠢動 ) - 57. „Beg” (逃奔 ) - 58. „Iskrivljeni osmeh” (歪笑 ) |

| - 59. „Zatvoreno” (休業 ) - 60. „Uzbuđenost” (衝天 ) - 61. „Tračak svetla” (微光 ) - 62. „Kaneki” (金木 ) - 63. „Gul” (喰種 ) - 64. „Smetnja” (邪魔 ) - 65. „Kakuđa” (赫者 ) - 66. „Uklanjanje” (摘出 ) - 67. „Savest” (呵責 ) - 68. „Iznenadni susret” (邂逅 ) |

| - 69. „Prošli dani” (過日 ) - 70. „Brat i sestra” (姉弟 ) - 71. „Dvoje” (二人 ) - 72. „Dopola” (半端 ) - 73. „Iskra” (火花 ) - 74. „Upornost” (不屈 ) - 75. „Tajna” (秘密 ) - 76. „Svetionik” (狼煙 ) - 77. „Zgrada sedam” (七棟 ) - 78. „Diverzija” (陽動 ) - 79. „Novo svetlo” (新光 ) |

| - 80. „Unapređenje” (昇任 ) - 81. „Podređeni” (部下 ) - 82. „Stručnjak” (識者 ) - 83. „Sveštenik” (神父 ) - 84. „Ispoljavanje” (浮上 ) - 85. „Jednooki” (隻眼 ) - 86. „Posetilac” (来客 ) - 87. „Glasine” (噂話 ) - 88. „Rizičan” (剣呑 ) - 89. „Podmukli plan” (奸計 ) |

| - 90. „Potera” (追駆 ) - 91. „Čvrstina” (剛毅 ) - 92. „Dama” (淑女 ) - 93. „Mamac” (好餌 ) - 94. „Unutrašnje misli” (胸中 ) - 95. „Privremena kuća” (寓居 ) - 96. „Podzemlje” (潜行 ) - 97. „Stari mesec” (下弦 ) - 98. „Dubine” (深層 ) - 99. „Nepoznato” (未知 ) - 100. „Stonoga” (百足 ) |

| - 101. „Hibrid” (混成 ) - 102. „Crno-belo” (白黒 ) - 103. „Žilet” (刺剃 ) - 104. „Gas” (瓦斯 ) - 105. „Kriza identiteta” (僕私 ) - 106. „Oproštaj” (大赦 ) - 107. „Pukotina” (裂目 ) - 108. „Veštački” (人工 ) - 109. „Obešen čovek” (吊人 ) - 110. „Povratak kući” (帰来 ) - 111. „Šine” (線路 ) |

| - 112. „Ugašena svetla” (消灯 ) - 113. „Raširena krila” (氾羽 ) - 114. „Upleteni” (絡身 ) - 115. „Uništenje” (破崩 ) - 116. „Ponovni susret” (再逢 ) - 117. „Sušno polje” (乾田 ) - 118. „Otključavanje” (解錠 ) - 119. „Stara devetka” (旧九 ) - 120. „Probijanje (Toka)” (透過 ) - 121. „Tačno u centar” (正鵠 ) |

| - 122. „Žuto zvono” (黄鈴 ) - 123. „Na kućnom pragu” (銃後 ) - 124. „Profesija” (口前 ) - 125. „Uništenje nebesa” (壊天 ) - 126. „Prvorodni greh” (原罪 ) - 127. „Čvrsta veza” (堅縁 ) - 128. „Ulična straža” (街望 ) - 129. „Predstava” (芸劇 ) - 130. „Pobeda” (勝執 ) - 131. „Odgovor” (改問 ) - 132. „Početak festivala” (祭開 ) |

| - 133. „Pucanje” (塊砕 ) - 134. „Propast” (倒惨 ) - 135. „Kraj kiše” (終雨 ) - 136. „Sova” (伏牢 ) - 137. „Poplava” (溢花 ) - 138. „Mrtvačka orhideja” (屍爛 ) - 139. „Posmrtno delo” (畏錯 ) - 140. „Razarajući vrisak” (切声 ) - 141. „Žaljenje” (痕児 ) - 142. „Predstava” (宴戯 ) - 143. „Ken” (研 ) |

### (2014–2018)
je nastavak prethodne serije i počinje dve godine nakon završetka originala. Objavljivala se od oktobra 2014, do jula 2018. godine u nedeljnom seinen časopisu , i poglavlja su joj sakupljena u 16 tankobon toma. Izdavačka kuća Čarobna knjiga prevodi naslov na srpski jezik od 2025. godine.
| Бр. | Првобитни датум издања | Првобитни         | Датум издања на српском | на српском |
| --- | ---------------------- | ----------------- | ----------------------- | ---------- |
| 1   | 19. децембар 2014.     | 978-4-08-890081-0 | —                       | —          |
| 2   | 19. март 2015.         | 978-4-08-890132-9 | —                       | —          |
| 3   | 19. јун 2015.          | 978-4-08-890211-1 | —                       | —          |
| 4   | 18. септембар 2015.    | 978-4-08-890254-8 | —                       | —          |
| 5   | 18. децембар 2015.     | 978-4-08-890331-6 | —                       | —          |
| 6   | 18. март 2016.         | 978-4-08-890376-7 | —                       | —          |
| 7   | 17. јун 2016.          | 978-4-08-890411-5 | —                       | —          |
| 8   | 16. септембар 2016.    | 978-4-08-890497-9 | —                       | —          |
| 9   | 19. децембар 2016.     | 978-4-08-890559-4 | —                       | —          |
| 10  | 17. март 2017.         | 978-4-08-890603-4 | —                       | —          |
| 11  | 19. јун 2017.          | 978-4-08-890682-9 | —                       | —          |
| 12  | 19. јул 2017.          | 978-4-08-890699-7 | —                       | —          |
| 13  | 19. октобар 2017.      | 978-4-08-890758-1 | —                       | —          |
| 14  | 19. јануар 2018.       | 978-4-08-890820-5 | —                       | —          |
| 15  | 19. март 2018.         | 978-4-08-890881-6 | —                       | —          |
| 16  | 19. јул 2018.          | 978-4-08-891050-5 | —                       | —          |

### (2013)
je prednastavak manga koja se objavljivala od avgusta do septembra 2013. godine na Jump Live digitalnom magazinu. Ona ima 7 poglavlja i radnja se odvija 12 godina pre početka originalne mange. Sakupljena je u jedan tankobon tom koji je izašao samo digitalno 18. oktobra 2013. godine.
| Бр. | Датум издања      |   |
| --- | ----------------- | - |
| 1   | 18. октобар 2013. | — |